# Engelbert II de La Marck
Engelbert II de la Marck († 18 juillet 1328) est comte de La Marck et, par mariage, comte d'Aremberg.

## Biographie
Fils d'Evrard de La Marck, un noble seigneur allemand originaire de Franconie, et d'Ermengarde de Berg, il épousa le 25 janvier 1299 Mechtilde d'Aremberg († 18 mars 1328), fille de Jean d'Aremberg et de Catherine de Juliers près d'Aalen, dont il obtint les droits sur le fief d'Aremberg.
Engelbert II succéda à son père en 1308, dont il continua les efforts pour maintenir l'autorité sur les terres du comté de La Marck, ce qui impliquait un conflit avec l'évêque Louis II de Münster, ainsi qu'avec l'archevêque de Cologne, Henri VII de Virnembourg, qui dominait par ailleurs le tout proche duché de Westphalie. Lorsque l'évêque Louis marché sur la ville de Hamm en 1323, il tomba aux mains d'Engelbert et ne fut libéré qu'après le paiement d'une rançon de 5000 marks d'argent, une très forte somme pour l'époque. Au cours du conflit pour le trône qui opposait Frédéric le Bel à Louis IV, Engelbert II s'allia temporairement avec l'archevêque de Cologne, qui soutenait Frédéric. Peu de temps après, Engelbert se retourna en faveur de Louis IV, plaçant l'archevêque sous une telle pression que ce dernier fut contraint de demander une trêve. 
À sa mort en 1328, le comté de La Marck alla à son fils aîné, Adolphe, tandis que les domaines issus des Aremberg furent attribués à leur fils cadet, Evrard. 
Le comte Engelbert agrandit les possessions de la maison d'Aremberg en obtenant la ville de Bochum, à laquelle il accorda sa charte citadine au château de Blankenstein, en 1321.

## Descendance
De sa femme Mechtilde, il eut huit enfants, dont :
- Adolphe II († 1347), comte de La Marck, évêque de Cologne, qui épousa Marguerite de Clèves ;
- Engelbert III, Prince évêque de Liège ;
- Évrard Ier de La Marck (†1387), qui épousa Marie de Looz, dont il eut Évrard II de La Marck, seigneur de Sedan (ligne éteinte dans les mâles en 1544, titre relevé par Jean de Ligne, à l'occasion de son mariage avec Marguerite de La Marck-Arenberg, ultima familiae) ;

- Ermengarde († 1360), épouse d'Othon de Lippe.